# Donda striatovirens
Donda striatovirens là một loài bướm đêm trong họ Noctuidae.